# Gold Medal
Albums de The Donnas
Spend the Night
(2002) Bitchin'
(2007)
Singles
Gold Medal est le sixième album du groupe américain The Donnas sorti en 2004

## Liste des chansons
1. I Don't Want to Know (If You Don't Want Me) – 3:47
2. Friends Like Mine – 3:38
3. Don't Break Me Down – 3:31
4. Fall Behind Me – 3:23
5. Is That All You've Got for Me – 3:00
6. It's So Hard – 2:20
7. The Gold Medal – 2:13
8. Out of My Hands – 2:47
9. It Takes One to Know One – 2:58
10. Revolver – 3:30
11. Have You No Pride – 2:54
12. Don't Break Me Down (version acoustique)